# 紅林麻雄
紅林 麻雄（くればやし あさお、1908年〈明治41年〉 - 1963年〈昭和38年〉9月16日）は、日本の警察官。静岡県警察の刑事として担当した事件において、数多くの冤罪被害者を生み出した。

## 人物
現在の静岡県藤枝市出身。
自身が担当した幸浦事件（死刑判決の後、無罪）、二俣事件（死刑判決の後、無罪）、小島事件（無期懲役判決の後、無罪）、島田事件（死刑判決の後、無罪）の各事件で無実の者から拷問で自白を引き出し、証拠を捏造して数々の冤罪を作った。その捜査手法は紅林の部下も含めて静岡県警の警察官に影響を与えることになり、紅林自身は直接捜査に関与しなかったが袴田事件（死刑判決の後、無罪）などの冤罪事件を生む温床ともなった。
あらゆる手段を用いて被疑者を拷問し、自白を強要させるなどしたことから「昭和の拷問王」、「冤罪王」と称されている。
紅林はさまざまな拷問の手法を考案したが、実行には直接関与せず部下に指示を出していた。また、二俣事件における山崎兵八の書籍においては真犯人と思われる人物からの収賄の疑惑も暴露されている。
上記4事件のうち島田事件を除く3事件が一審・二審の有罪判決の後に無罪となり、島田事件も最高裁での死刑判決確定後の再審で無罪が確定した。幸浦事件・二俣事件の有罪判決破棄差し戻しの時点で御殿場警察署次席警部の地位にあった紅林は、非難を浴びた静岡県警上層部によって吉原警察署駅前派出所へ左遷された。しかも交通巡視員待遇という実質的な二階級降任だった。
紅林は世間や警察内部から非難され精神的に疲弊しきっていたが、1963年（昭和38年）7月に幸浦事件の被告人に対する無罪判決が確定したことにより、気力が尽きて警察を退職。同年9月16日に脳出血により藤枝市志太の自宅で死去。55歳没。

## 紅林の捜査法
前述の通り、紅林は拷問による尋問・自白の強要・自己の先入観に合致させた供述調書の捏造のような捜査方法の常習者だった。また、アリバイが出てきそうになった場合は犯行現場の止まった時計の針を動かしたトリックを自白させ、被疑者が推理マニアであることや被疑者の周辺で時計の針を動かすトリックがある探偵映画が上映されていることなどの傍証を積み重ねる手法でアリバイを否定しようとした。
これらについて二俣事件の裁判では同僚の捜査員である山崎兵八が「県警（島田事件のみ、これ以前は国警静岡県本部）の組織自体が拷問による自白強要を容認または放置する傾向があった」と証言。県警当局は山崎を偽証罪で逮捕（ただし『妄想性痴呆症（妄想型統合失調症の旧称）』として不起訴処分）したうえ懲戒免職処分にした。また幸浦事件では自分達が先に被害者の遺体が埋められている場所を探知しておきながら、被疑者に自白させた後に発見したようにして秘密の暴露を偽装した疑惑があるほか、主犯とされた男性は拷問によるためか持病（てんかん）の悪化により僅か34歳で上告中に死亡した。
紅林の捜査法に見られるような強制・拷問または脅迫によるなど任意性に疑いのある供述調書は、刑事訴訟法第322条第1項および第319条第1項により証拠とすることができない。小島事件では実際に紅林の捜査法に最高裁の判断が下された。この最高裁判決では被告人（当時は被疑者）が取調べ中に留置場へ戻ってくるたびに赤チン（局所殺菌剤）を塗るなど治療を受けていたという証言などを認定し被告人が主張する程度の過酷な拷問があったかについて疑義を呈しつつも、紅林主導の下で作成された供述調書の任意性を否定し被告人に有罪を言い渡した原判決を破棄差戻しとした（後に無罪確定）。

## 主な時系列

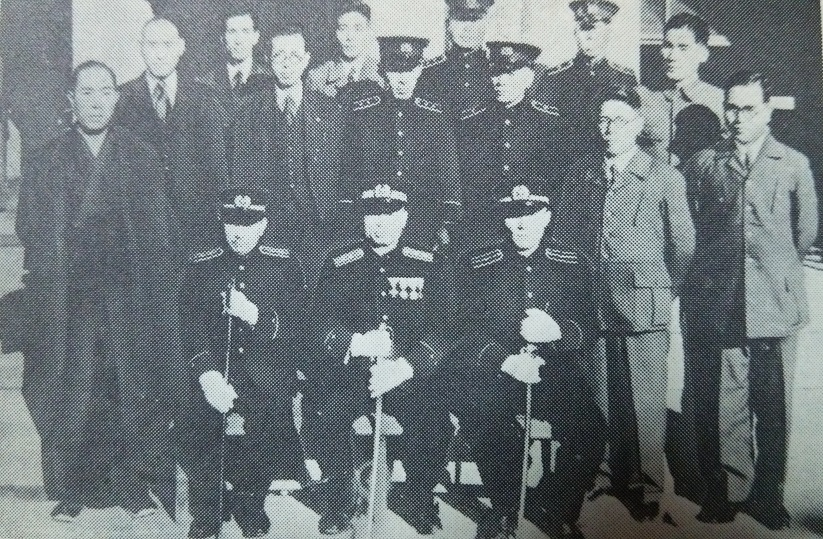
1942年正月、静岡県警察部浜松署署員らの記念写真。
左端に当時磐田警察署所属の刑事、紅林巡査部長

- 1941年（昭和16年）8月18日、1人が殺害、1人が負傷させられる（浜松事件）
- 1941年（昭和16年）8月20日、3人が殺害される。（浜松事件）
- 1941年（昭和16年）9月27日、犯人の兄が殺害され、4人が負傷する（浜松事件）
- 1942年（昭和17年）8月25日、4人が殺害される（浜松事件）
- 1942年（昭和17年）10月13日、浜松事件の犯人が逮捕される。
- 1944年（昭和19年）2月23日、静岡地裁浜松支部は浜松事件の被告人に死刑判決。被告人は上告。
- 1944年（昭和19年）6月19日、大審院は浜松事件の被告人の上告を棄却、死刑が確定。
- 1944年（昭和19年）7月24日、浜松事件の死刑囚（元被告人）の死刑執行。
- 1948年（昭和23年）11月29日、幸浦事件発生
- 1950年（昭和25年）1月6日、二俣事件発生
- 1950年（昭和25年）3月12日、二俣事件で容疑者の少年1人を強盗殺人罪で起訴
- 1950年（昭和25年）4月27日、幸浦事件で被告人4人に有罪判決（3人死刑、1人は懲役1年）
- 1950年（昭和25年）5月10日、小島事件発生
- 1950年（昭和25年）7月20日、小島事件で1人が起訴される
- 1950年（昭和25年）12月27日、静岡地裁は二俣事件の被告人の少年に死刑判決。少年側は控訴。
- 1951年（昭和26年）9月29日、二俣事件で東京高裁は控訴を棄却。少年側は上告。清瀬一郎が弁護人になる。
- 1951年（昭和26年）5月8日、幸浦事件で東京高裁が被告人側の控訴を退ける
- 1952年（昭和27年）2月18日、小島事件で静岡地裁は被告人に無期懲役判決。担当弁護士が西ヶ谷徹から海野普吉になる。（西ヶ谷は元検察官だったが、紅林のような警察官に危機感を抱いて、後に検察官に復職している）
- 1953年（昭和28年）11月27日、二俣事件で最高裁は原判決を破棄。
- 1954年（昭和29年）3月10日、島田事件発生
- 1956年（昭和31年）9月13日、小島事件で東京高裁は控訴棄却。
- 1956年（昭和31年）9月20日、二俣事件で静岡地裁は無罪判決。検察は控訴。
- 1957年（昭和32年）2月14日、幸浦事件で最高裁は審議を東京高裁に差し戻す。
- 1957年（昭和32年）10月26日、二俣事件で東京高裁は控訴を棄却。検察は上告を断念し、元少年の無罪が確定。
- 1958年（昭和33年）5月23日、島田事件で静岡地裁は被告人に死刑判決。
- 1958年（昭和33年）6月13日、小島事件で最高裁が東京高裁へ差し戻す。
- 1959年（昭和34年）12月2日、小島事件で東京高裁が無罪判決。検察は上告せずに確定。紅林は『週刊文春』への特別手記で小島事件の弁護士海野普吉、二俣事件と幸浦事件の弁護士である清瀬一郎を名指しで批判。（小島事件#その後を参照）
- 1959年（昭和34年）2月28日、幸浦事件で東京高裁が被告人4人全員に無罪判決。
- 1960年（昭和35年）2月17日、島田事件で東京高裁は控訴を棄却。
- 1960年（昭和35年）12月5日、島田事件で最高裁は上告を棄却し、被告人の死刑判決が確定。
- 1963年（昭和38年）7月9日、幸浦事件で最高裁が検察の上告を棄却。4人の無罪確定。紅林が警察を辞職。
- 1963年（昭和38年）9月16日、紅林が死去。
- 1986年（昭和61年）5月30日、島田事件で東京高裁は死刑囚の再審開始を決定し、審理を静岡地裁に差し戻し。
- 1989年（平成元年）1月31日、島田事件で静岡地裁は死刑囚に無罪判決を言い渡した。元死刑囚は同日中に釈放され、その後検察が控訴を断念したため無罪が確定。